# Calliphora espiritusanta
Calliphora espiritusanta är en tvåvingeart som först beskrevs av Hiromu Kurahashi 1971.  Calliphora espiritusanta ingår i släktet Calliphora och familjen spyflugor.
Artens utbredningsområde är Vanuatu. Inga underarter finns listade i Catalogue of Life.